# Marriagetoxin
Marriagetoxin (マリッジトキシン Marijjitokishin?, estilizado como MARRIAGETOXIN) es una serie de manga japonesa escrita por Jōmyaku e ilustrada por Mizuki Yoda. Se ha serializado de forma gratuita en la revista en línea Shōnen Jump+ de Shūeisha desde el 20 de abril de 2022, y hasta el momento se ha recopilado en catorce volúmenes tankōbon.

## Publicación
Marriagetoxin es escrito por Jōmyaku e ilustrado por Mizuki Yoda. La serie fue anunciada oficialmente por la revista en línea Shōnen Jump+ de Shūeisha el 11 de abril de 2022, y el manga comenzó su serialización semanal de forma gratuita el 20 del mismo mes. Shūeisha recopila los capítulos individuales de la serie en volúmenes tankōbon. El primer se publicó el 4 de agosto de 2022, y hasta el momento se han lanzado catorce volúmenes.
Shūeisha también publica simultáneamente la serie en inglés de forma gratuita en la plataforma Manga Plus.
| Volúmenes de manga publicados | Volúmenes de manga publicados | Volúmenes de manga publicados |
| Número                        | Fecha de publicación          | ISBN                          |
| ----------------------------- | ----------------------------- | ----------------------------- |
| 1                             | 4 de agosto de 2022           | ISBN 978-4-08-883213-5        |
| 2                             | 4 de noviembre de 2022        | ISBN 978-4-08-883323-1        |
| 3                             | 3 de febrero de 2023          | ISBN 978-4-08-883333-0        |
| 4                             | 4 de abril de 2023            | ISBN 978-4-08-883511-2        |
| 5                             | 4 de julio de 2023            | ISBN 978-4-08-883581-5        |
| 6                             | 4 de septiembre de 2023       | ISBN 978-4-08-883704-8        |
| 7                             | 4 de diciembre de 2023        | ISBN 978-4-08-883749-9        |
| 8                             | 4 de marzo de 2024            | ISBN 978-4-08-883873-1        |
| 9                             | 4 de junio de 2024            | ISBN 978-4-08-884036-9        |
| 10                            | 2 de agosto de 2024           | ISBN 978-4-08-884156-4        |
| 11                            | 1 de noviembre de 2024        | ISBN 978-4-08-884302-5        |
| 12                            | 4 de febrero de 2025          | ISBN 978-4-08-884434-3        |
| 13                            | 2 de mayo de 2025             | ISBN 978-4-08-884544-9        |
| 14                            | 4 de agosto de 2025           | ISBN 978-4-08-884679-8        |

## Recepción
Marriagetoxin fue nominado para el Next Manga Award en la categoría de «Mejor manga web» en junio de 2022, y ocupó el octavo lugar entre 50 nominados.